# Kijelentő mód
A grammatikában a kijelentő mód (latinul indicativus) az az igemód, amellyel a beszélő jellegzetesen azt fejezi ki, hogy a cselekvés, történés, állapot stb. valós és bizonyos a jelenben, ilyen volt a múltban vagy ilyen lesz a jövőben. Tények igemódjaként a tartalmilag reális és a közlés szándéka szerint kijelentő mondat állítmányáé, amely logikailag lehet állító vagy tagadó. Állító vagy tagadó kérdő mondat állítmányának a módja is lehet, amely valósként fejezi ki a cselekvést, de ezt a valóságot a válasz hivatott megerősíteni. Ugyanakkor mindenféle mondategység állítmányának lehet a módja, akár egyszerű mondat, akár összetett mondatban tagmondatként fő- vagy mellékmondat. A többi igemódhoz és az igenevekhez képest ez az egyedüli jelöletlen mód, azaz nincs jellegzetes morfémája, másként kifejezve morfémája zéró. A kijelentő mód valójában egyes időalakok morfémái révén azonosítható. Ez a mód az egyetlen, amely az igeidő mindhárom alapvető jelentését kifejezi. Egyes nyelvekben, mint amilyen a francia, az angol stb. ez árnyaltabban lehetséges, mint más igemódok és az igenevek esetében, mivel kijelentő módban van a legtöbb igeidő-paradigma.

## A kijelentő mód használata

### Jellegzetes használat
A kijelentő mód jellegzetes modális jelentése, a valós és bizonyos cselekvés kifejezése több típusú egyszerű mondatban nyilvánul meg.
Állító kijelentő mondatban:
(magyarul) Sétálunk a parkban;
(franciául) Paul vient ’Jön Paul’;
(angolul) Everyone enjoyed the conference ’Mindenkinek tetszett az előadás’;
(románul) Ea lucrează la Universitate ’Ő az egyetemen dolgozik’;
(szerbül) Sutra dolazim kod tebe ’Holnap jövök hozzád’.
Tagadó kijelentő mondatban:
(magyarul) Anikó ma nem jön el;
(franciául) Il ne fait pas beau ’Nincs szép idő’;
(angolul) Some people have not read the book ’Egyes emberek nem olvasták a könyvet’;
(románul) Nu citesc ziarele ’Nem olvasok újságot’;
(montenegróiul) Nemam pri sebi ničega za pisanje ’Nincs nálam semmi írószerszám’.
Állító kérdőmondatban:
(magyarul) Szép idő van?;
(franciául) Mangeront-ils ? ’Fognak-e enni (ők)?’;
(angolul) Has this happened before? ’Megtörtént-e már ez régebben is?’;
(románul) Sigur ești student? ’Biztosan egyetemista vagy?’;
(horvátul) Vi ste već odavna lovac? ’Maga már régóta vadász?’
Tagadó kérdőmondatban:
(magyarul) Nem kérsz már kávét?;
(franciául) Vous n’avez pas d’enfants ? ’Nincsenek gyerekeitek?’;
(angolul) Haven’t you answered the letter yet? ’Nem válaszoltál még a levélre?’;
(románul) Nu vii cu noi? ’Nem jössz velünk?’;
(bosnyákul) Zašto ne svratiš do mene? ’Miért nem térsz be hozzám?’
A kijelentő mód jellegzetesen összetett mondatban is használt, különféle típusú mellékmondatokban. Ezek igei alaptagja is lehet kijelentő módú vagy egyéb módú:
(magyarul) Én onnan jövök, ahova te most mész;
(franciául) Je sais qu’il a réussi ’Tudom, hogy sikerült neki’;
(angolul) I was tired because I’d been working ’Fáradt voltam, mert dolgoztam’;
(románul) Spune-mi dacă ai nevoie de ceva ’Szólj, ha szükséged van valamire’;
(szerbül) Predsednik za koga smo glasali mora da ispuni obećanje ’Az az elnök, akire szavaztunk, be kell tartsa az ígéretét’.

### Nem jellegzetes használat
A kijelentő mód alakjait olykor más igemódok modális jelentésével használják, tehát nem valós és bizonyos cselekvés kifejezésére
Egyszerű mondatban a kijelentő mód jelen vagy jövő időben felszólításra vagy tiltásra is használható:
(magyarul) Elmegy a sarokig, és ott jobbra fordul;
(franciául) Vous allez tous prendre vos affaires et vous allez sortir sans faire de bruit ’Mindannyian veszitek a holmitokat és zajongás nélkül kimentek’;
(angolul) You turn left at the church ’A templomnál balra fordul’;
(románul) Stingi chiar acum lumina și te culci! ’Azonnal eloltod a lámpát és lefekszel!’;
(szerbül) Odnećeš ovo pismo i reći ćeš… ’El fogod vinni ezt a levelet és azt fogod mondani…’
A román nyelvben a kijelentő mód folyamatos múlt idő a feltételes mód múlt idő helyett használható fakultatív módon például sajnálat kifejezésére: Mai bine plecam atunci = Mai bine aș fi plecat atunci ’Bár inkább elmentem volna akkor’.
Miközben egyszerű mondatban nincs lényeges különbség az itt említett nyelvek között a kijelentő mód használata tekintetében, mellékmondatban vannak hasonlóságok, de különbségek is.
Nem valós és bizonyos cselekvést fejez ki például a franciában a si ’ha’ kötőszós feltételes mellékmondat állítmánya, amelynek kijelentő mód folyamatos múlt vagy 
régmúlt időben kell lennie, miközben a magyarban vagy a románban feltételes mód jelen, illetve múlt időben van:
S’il faisait beau, on irait se promener en forêt ’Ha szép idő lenne, az erdőbe mennénk sétálni’;
Si tu avais fermé la porte, le chat ne se serait pas sauvé ’Ha becsuktad volna az ajtót, nem futott volna ki a macska’.
A románban a feltételes mód múlt idő helyett a kijelentő múlt folyamatos múlt használható, sőt gyakrabban használt a beszélt nyelvben a feltételes mellékmondatban és ennek főmondatában is: Dacă veneai, îl vedeai = Dacă ai fi venit, l-ai fi văzut ’Ha eljöttél volna, láttad volna őt’.
A közép-délszláv diarendszer nyelveiben (bosnyák, horvát, montenegrói, szerb) nincs kötőmód. Jelentéseit a kijelentő mód fejezi ki akkor, amikor a mellékcselekvésnek és alaptagjának nem ugyanaz az alanya, a szerbben pedig még akkor is, amikor csak egy alany van a mondatban, és amely helyzetben a horvát sztenderd nyelvváltozatban, mint sokszor a magyarban is, a főnévi igenév használandó:
- két alany: (szerbül) Tražili smo da se ukine porez na knjige ’Azt kértük, hogy töröljék el a könyvekre kirótt adót’;[37]
- egyetlen alany: (szerbül) Hoću da spavam ’Aludni akarok’.[38]

A franciában, például, a mellékmondat állítmánya a kötőmóddal fejezi ki a cselekvés bizonytalan voltát, amikor az igei alaptagja bizonytalanságot fejez ki, miközben a magyarban vagy a románban a mellékmondat állítmánya nem jellegzetesen kijelentő módban is állhat, esetleg feltételes módban:
(magyarul) Nem biztos, hogy holnapra megérkezik a levél;
(románul) Mă îndoiesc că va veni ’Kétlem, hogy el fog jönni’.

## A kijelentő mód igeidő-alakjai
Kijelentő módban kifejezhető az igeidő mindegyik alapvető jelentése. Nyelvtől függően ez több vagy kevesebb árnyalattal valósítható meg különböző paradigmákkal, amelyek lehetnek szintetikusak vagy analitikusak. Ezen kívül ugyanazok az alakok időbeli viszonyokat, igenemeket, igeszemléleteket és igejellegeket is jelezhetnek.

### A magyar nyelvben
A magyarban kijelentő módban csak egy-egy alak van a három igeidőben.
A tulajdonképpeni jelen időt főleg a folyamatos szemléletű ige jelen idejű alakja fejezi ki, amely többnyire igekötő nélküli, pl. Olvassa a könyvet.
Múlt időben az ige lehet folyamatos vagy befejezett szemléletű. Az utóbbit többnyire igekötő jelzi:
- folyamatos: Esténként nézte a televíziót;
- befejezett: Ma este megnézte a híradót.

A jövő idő kifejezésére van egy analitikus alak, a fog segédigével, amelyet úgy folyamatos, mint befejezett ige is felvehet: Sokáig fog élni, Nem fogom eltűrni, hogy így beszélj velem. Csupán a létigének van egyszerű jövő idejű alakja: Sohasem lesz elég pénze.
Külön jövő idejű alakjai csupán a létigének vannak (leszek, leszel, lesz stb.), amely nyelvtörténetileg a lesz ige jelen idejű alakjaiból ered.
A jelen idejű alak is kifejezhet jövőbeli cselekvést, főleg a jövőre utaló határozószó segítségével. A befejezett ige határozószó nélkül is kifejezheti: Holnap levelet írok, (Jövőre) elveszlek feleségül, (Majd) a Géza megcsinálja a csapot.
Igenemeket és egyéb igekategóriákat is kifejeznek a kijelentő módú alakok, főleg képzőkkel jelölve őket:
- műveltető ige: Olga új ruhát csináltat;
- szenvedő ige: Megadatott neki, hogy még egyszer lássa a tengert;
- visszaható ige: Fésülködöm;
- ható ige: Nem mehettem be a kórházba.

Szenvedő jelentésű körülírás is van: A munka nem lett befejezve.

### A francia nyelvben
A francia kijelentő módnak viszonylag sok igeidő-alakja van, úgy szintetikusak, mint analitikusak.
Az analitikus alakok között vannak egyrészt az avoir ’birtokolni’ és az être ’lenni’ segédigékkel alkotottak, amelyekben a lexikai jelentésű múlt idejű melléknévi igenév vesz részt, másrészt ún. fél-segédigékkel és a lexikai jelentésű jelen idejű főnévi igenévvel képzett körülírások.
Delatour 2004, például, az alábbi alakokat mutatja be.
Jelen időben van elsősorban egy egyszerű alak: Les enfants jouent au ballon dans le parc ’A gyerekek a parkban labdáznak’.
Van ezen kívül egy folyamatos szemléletű és tartós-huzamos jellegű cselekvést kifejező körülírás: Ne dérange pas Stanislas ! Il est en train de travailler ’Ne zavard Stanislas-t! Most éppen dolgozik’.
Múlt idejű alakok a következők:
- folyamatos múlt: En 1990, je faisais mes études de médecine à Montpellier ’1990-ben orvosi tanulmányaimat folytattam Montpellier-ben’;
- összetett múlt: J’ai vu ce film quatre fois ’Négyszer láttam ezt a filmet’;
- passé surcomposé (szó szerint ’szuper-összetett múlt)’: Dès qu’il a eu prononcé ces mots, un concert de protestations s’est élevé dans la foule ’Alighogy kimondta ezeket a szavakat, tiltakozások kórusa zengett fel a tömegben’.
- egyszerű múlt: Le peintre Matisse naquit en 1869 et mourut en 1954 ’Matisse festő 1869-ben született és 1954-ben halt meg’;
- előidejű múlt: À peine Clara fut-elle sortie que la pluie se mit à tomber avec violence ’Clara alig ment aki, amikor hevesen kezdett esni az eső’;
- régmúlt: J’ai beaucoup aimé le roman que tu m’avais conseillé de lire ’Nagyon tetszett az a regény, amely olvasását tanácsoltad nekem’;
- közvetlen múlt: Il vient de partir ’Éppen hogy elment’;
- közvetlen régmúlt: Le magasin venait de fermer ses portes quand je suis arrivé pour faire mes courses ’A bolt éppen bezárt, amikor odaértem bevásárolni’.

A jelen idejű körülírás être fél-segédige folyamatos múltja a múltba helyezi a cselekvést: Ils étaient en train de se disputer ’Éppen veszekedtek’.
A jövő időt hat főalak fejezi ki:
- egyszerű jövő: Dans cinquante ans, quel sera l’état de notre planète ? ’Milyen lesz a bolygónk állapota ötven év múlva?’;
- előidejű jövő: Quand tu auras lu le journal, passe-le-moi ! ’Majd ha elolvastad az újságot, add nekem!’;
- közvetlen jövő: Le ciel est noir ; il va pleuvoir ’Az ég beborult; esni fog’;
- egyszerű jövő a múltban: Le vendeur a dit qu’il nous préviendrait dès la réception de notre commande ’Az eladó azt mondta, hogy majd értesít minket, amint megjön az, amit rendeltünk’;[55]
- előidejű jövő a múltban: On a annoncé que les deux présidents recevraient les journalistes après qu’ils auraient signé l’accord de coopération entre leurs deux pays ’Bejelentették, hogy a két elnök azután fogja fogadni az újságírókat, miután aláírják a két ország közötti együttműködési egyezményt”;[56]
- közvetlen jövő a múltban: Il a dit qu’il allait m’aider ’Azt mondta, hogy segíteni fog nekem’.

A közlés idejéhez nagyon közeli jövőre egy másik körülírás van: L’avion est sur le point de décoller ’A repülő éppen felszállni készül’ (szó szerint ’A repülő azon a ponton van, hogy felszálljon’).
Ha ebben a körülírásban az être ige folyamatos múltú, a cselekvés múltbeli időponthoz viszonyított: Il était sur le point de traverser la rue quand une voiture a surgi à sa gauche ’Éppen átment volna az úttesten, amikor balról hirtelen autó bukkant fel’.
Mivel a visszaható alakú ige összetett alakjainak a segédigéje az être, azok a cselekvő igék, amelyek visszaható alakba tehetők, megkétszerezik az összetett alakjaik számát, pl. Nous avons inscrit les enfants à un cours de dessin ’Rajztanfolyamra írattuk be a gyerekeinket ’ → Nous nous sommes inscrits à un cours de dessin ’Rajztanfolyamra iratkoztunk be’.
A fenti alakok mindegyikének van szenvedő változata is, amely segédigéje az être. Ezt ragozzák cselekvő alakban és a lexikai jelentésű múlt idejű melléknévvel társítják, amelyet nemben és számban egyeztetnek az alannyal, pl. La loi est / a été / fut / sera / va être votée ’A törvény meg van / lett / lesz szavazva’.
A magyar műveltető igének körülírás felel meg: Il fait faire ses costumes à Londres ’Londonban csináltatja az öltönyeit’.

### Az angol nyelvben
Az angolban is viszonylag sok paradigma van kijelentő módban, melyek közül csak kettő egyszerű alak, a többi körülírásos. Igeidejű jelentéseken kívül az igeszemléletek és az igejellegek kifejezésének koherens rendszerét is képezik. Eastwood 1994 az alábbi alakokat mutatja be.
Két jelen idejű alak van:
- present simple ’egyszerű jelen’: This book belongs to my sister ’Ez a könyv a nővéremé’;
- present continuous ’folyamatos jelen’: I’m just ironing this shirt ’Éppen vasalom ezt az inget’.

A múlt idejű alakok a következők:
- past simple ’egyszerű múlt’: The shop opened last week ’A bolt a múlt héten nyitott ki’;
- present perfect ’befejezett jelen’: It has been windy today ’Ma szeles idő volt’;
- past continuous ’folyamatos múlt’: The UFO was travelling east to west ’Az ufó keletről nyugatra haladt’;
- present perfect continuous ’befejezett folyamatos jelen’: – You look hot. – Yes, I’ve been running ’– Felhevültnek nézel ki. – Igen, futottam’;
- past perfect ’befejezett múlt’: I knew I had forgotten something ’Tudtam, hogy elfelejtettem valamit’;
- past perfect continuous ’befejezett-folyamatos múlt’: The volunteers brought in their collecting boxes at lunch time yesterday. They had been collecting money all morning ’Az önkéntesek tegnap ebédidőben hozták be a gyűjtésre használt dobozaikat. Egész délelőtt gyűjtötték a pénzt’.

Még egy körülírás a múltban ismételt cselekvést fejez ki: The children would always play in the garden ’A gyerekek mindig a kertben játszottak’.
Jövő időben van elsősorban:
- simple future ’egyszerű jövő’: I will/shall be at home tomorrow ’Holnap otthon leszek’;
- future continuous ’folyamatos jövő’: I’m going on holiday. This time next week I’ll be lying in the sun ’Szabadságra megyek. Jövő héten ilyenkor napozni fogok’;
- future perfect ’befejezett jövő’: Our neighbours are moving soon. They’ll have only been here a year ’A szomszédaink hamarosan elköltöznek. Alig egy évig voltak itt’.

Több körülírás a közlés idejéhez közeli jövőbeli cselekvést fejez ki:
- be going to: It’s ten already. We’re going to be late ’Már tíz óra. El fogunk késni’;
- be to : The Prime Minister is to visit Budapest ’A miniszterelnök látogatást fog tenni Budapesten’;
- be about to : Hurry up. The coach is about to leave ’Siess! A busz azonnal indul!’;
- be on the point of: The company is on the point of signing the contract ’A cég azon a ponton van, hogy aláírja a szerződést’.

Két szinonima körülírás múltbeli időponthoz viszonyítva fejez ki utóidejű cselekvést: George Washington was the first President of a nation that would become / was to become the richest and most powerful on earth ’George Washington egy olyan nemzet első elnöke volt, amely a világban a leggazdagabb és a legerősebb lett’.
Egyéb körülírások múltbeli időponthoz közeli utóidejű cselekvést fejeznek ki:
At half time we thought Scotland were going to win ’Félidőnél azt hittük, hogy Skócia meg fogja nyerni a meccset’;
We had to hurry. The coach was about to leave ’Sietnünk kellett. A busz éppen indulni készült’;
Phil was on the point of leaving when he noticed an attractive girl looking across the room at him ’Phil éppen elment volna, amikor észrevette, hogy egy csinos lány néz rá a terem másik oldaláról’.
A szenvedő alakot analóg módon képezik, mint a franciában, a létigével segédigeként: The man was arrested ’Az embert letartóztatták’ (szó szerint ’Az ember le lett tartóztatva’).

### A román nyelvben
A románban is több igeidő-alak van kijelentő módban, mint a magyarban, de kevesebb, mint a franciában vagy az angolban. Ebben a nyelvben is vannak egyszerű és összetett alakok:
- jelen idő: O cunosc pe studenta aceasta din 1999 ’1999 óta ismerem ezt a diáklányt’;[70]
- folyamatos múlt: Acolo locuiam în copilărie ’Ott laktam gyerekkoromban’;[71]
- összetett múlt: A sosit acum trei zile ’Három napja érkezett’;[72]
- egyszerű múlt: – Unde ai fost? întrebă el. – M-am plimbat în parc, răspunse ea ’– Hol voltál? kérdezte ő’ (a férfi) – A parkban sétáltam, válaszolta ő’ (a nő).[73]
- régmúlt: Terminasem de scris când ai venit tu ’Már befejeztem az írást, amikor megjöttél te’.[74]

A románban három egyszerű és főmondatban is használható jövő idejű alak van, mind analitikus:
Omenirea va găsi probabil noi surse de energie ’Valószínűleg az emberiség fog találni új energiaforrásokat’;
Altă dată n-o să te mai cred pe cuvânt ’Máskor nem fogom elhinni, amit mondasz’;
Ați făgăduit că aveți să ne scrieți regulat ’Azt ígértétek, hogy rendszeresen fogtok írni nekünk’.
Van még egy, a franciabelivel analóg előidejű, csak mellékmondatban használt jövő idejű alak is: Se va trece la asalt după ce artileria își va fi terminat misiunea ’Azután megyünk át támadásba, miután a tüzérség teljesítette feladatát’.
Vannak még nem teljesen grammatikalizált jövő idejű körülírások is.
Az egyik múltbeli időponthoz viszonyított utóidejűséget fejez ki: Nimeni nu știa atunci că el avea să devină scriitorul cu cel mai mare succes din generația sa ’Senki sem tudta akkor, hogy ő a nemzedékének a legsikeresebb írója lesz’.
Egy másik a közlés időpontjához a jövőben közeli cselekvéshez használt: Urmează să plec la țară ’Falura készülök menni’.
Az előbbi fél-segédige folyamatos múltja múltbeli időponthoz viszonyítja a cselekvést: Urma să plec la țară ’Falura készültem menni’.
A szenvedő alak úgy alakul, mint a franciában és az angolban, a létigével mint segédige: Cărțile vor fi puse la loc ’A könyvek a helyükre lesznek téve’.

### A közép-délszláv diarendszerben
Ennek nyelveiben az igeszemléleteket prefixumok és szuffixumok fejezik ki rendszeresebben és szorosabb összefüggésben az igeidő-alakokkal, mint a magyarban. Általában csak bizonyos igeszemléletű igéknek lehetnek bizonyos igeidő-alakjaik.
Egyetlen jelen idejű alak van, és csak a folyamatos szemléletű igéknek van jelen idejű jelentése ebben az alakban, pl. (szerbül) Čitam knjigu ’Könyvet olvasok’.
Néhány kivétellel a befejezett szemléletű igék nem használhatók jelen idejű alakban egyszerű vagy főmondatban, csak mellékmondatban, amikoris jövő idejű a jelentésük: (montenegróiul) Kad stignemo, javićemo vam se ’Amikor megérkezünk, jelentkezni fogunk nálatok’.
A leginkább használt múlt idejű alak a perfekt elnevezésű, amelyet befejezett és folyamatos igék is felvehetnek: (montenegróiul) Kad smo ušli u dvoranu, svi su śeđeli mirno i čekali početak predstave ’Amikor bementünk a terembe, mindenki nyugodtan ült és várta az előadás kezdését’.
Van egy aorist-nak nevezett múlt idejű alak is, amely a francia és a román egyszerű múltnak felel meg. Kevés kivétellel csak befejezett igék vehetik fel, és irodalmi elbeszélésekben használt: (szerbül) – Dobar dan – reče nepoznati, skide šešir et predstavi se ’– Jó napot, mondta az ismeretlen, levette a kalapját, és bemutatkozott’.
Van még egy folyamatos múlt idejű és egy régmúlt idejű alak is, de ezek archaizmusok lettek, és a perfekt helyettesíti őket.
Jövő időben két alak van. Csak az „1. jövő” elnevezésű használható egyszerű vagy főmondatban is: (bosnyákul) Sutra ću posjetiti roditelje ’Holnap meg fogom látogatni a szüleimet’.
A „2. jövő” csak mellékmondatban használható. Rendszerint az ilyen alakú folyamatos ige egyidejűséget fejez ki az alaptagjával: (szerbül) Ako ne budu slušali, neće ništa naučiti ’Ha nem fogják hallgatni (azt, ami majd elhangzik), semmit se fognak tanulni’.
Befejezett ige esetén a 2. jövő szokásosan előidejű cselekvést fejez ki az 1. jövő alakú alaptaghoz viszonyítva: (bosnyákul) Kad bude završio posao, popričat ćemo s njim ’Amikor elvégezte a munkát, majd elbeszélgetünk vele’.
Ezekben a nyelvekben is a szenvedő alak a létigével képzett: (szerbül) Staklo je premazano zaštitnim slojem ’Az üveg védő réteggel van bemázolva’.